# Diphascon nodulosum
Diphascon nodulosum är en djurart som tillhör fylumet trögkrypare, och som först beskrevs av Giuseppe Ramazzotti 1957.  Diphascon nodulosum ingår i släktet Diphascon och familjen Hypsibiidae. Inga underarter finns listade i Catalogue of Life.